# Don't Want to Know If You Are Lonely
Don't Want to Know If You Are Lonely è un EP del gruppo musicale statunitense Hüsker Dü, pubblicato nel 1986.

## Tracce
Side 1
1. Don't Want to Know If You Are Lonely

Side 2
1. All Work and No Play (Long Mix)
2. Helter Skelter (John Lennon, Paul McCartney)

## Formazione
- Grant Hart - batteria, voce
- Bob Mould - chitarra, voce
- Greg Norton - basso, voce

## In altri media
La canzone Don't Want to Know If You Are Lonely appare nella colonna sonora del film del 2009 Adventureland.

## Side by Side: Record Store Day 2011
Il gruppo Hüsker Dü ha pubblicato nel 2011 un singolo split insieme ai Green Day in occasione del Record Store Day, ovvero il 16 aprile 2011.
Il singolo, dal titolo Side by Side: Don't Want to Know If You Are Lonely, conteneva appunto la canzone Don't Want to Know If You Are Lonely interpretata sia dagli Hüsker Dü che dai Green Day.